# 静岡県大井川広域水道企業団
静岡県大井川広域水道企業団（しずおかけんおおいがわこういきすいどうきぎょうだん）は、上水道用水の供給を目的とする一部事務組合である。地方公営企業法が適用されている。
長島ダムを水源とし、周辺9市町に上水道用水を供給している。本部所在地は静岡県島田市相賀1300番地。

## 構成自治体
- 静岡県
- 島田市
- 焼津市
- 掛川市
- 藤枝市
- 御前崎市
- 菊川市
- 牧之原市